# Arthès
Arthès [aʁtɛs] est une commune française, située dans le département du Tarn en région Occitanie. Sur le plan historique et culturel, la commune est dans l'Albigeois, une région naturelle agricole correspondant aux environs de la ville d’Albi.
Exposée à un climat océanique altéré, elle est drainée par le Tarn, le ruisseau de Rassalens, le ruisseau de Sarlan et par divers autres petits cours d'eau. La commune possède un patrimoine naturel remarquable composé de trois zones naturelles d'intérêt écologique, faunistique et floristique.
Arthès est une commune urbaine qui compte 2 528 habitants en 2022. Elle est dans l'agglomération d'Albi et fait partie de l'aire d'attraction d'Albi. Ses habitants sont appelés les Arthèsiens ou  Arthèsiennes.

## Géographie
Bastide construite au nord du département du Tarn, faisant partie de l'aire urbaine d'Albi et de son unité urbaine au nord-est d'Albi en Albigeois.

### Communes limitrophes
Arthès est limitrophe de quatre autres communes.
Les communes limitrophes sont  Lescure-d'Albigeois, Saint-Grégoire, Saint-Juéry et Saussenac.
|                     | Saussenac   |                |
| Lescure-d'Albigeois | Arthès      | Saint-Grégoire |
|                     | Saint-Juéry |                |

### Géologie et relief
La superficie de la commune est de 1 001 hectares ; son altitude varie de 157  à   342 mètres.
Le village d'Arthès est situé au pied d'un cirque de coteaux formés par les dernières ramifications du Massif central, dans une zone qui fait la transition entre la montagne et la plaine. C'est à partir de ce point que le Tarn devient navigable.

### Voies de communication et transports
Accès avec les routes départementales D 70, D 100, D 97. ainsi qu'avec les transports en commun Albibus et transports à la demande (TAD), 

### Hydrographie
La commune est dans le bassin de la Garonne, au sein du bassin hydrographique Adour-Garonne. Elle est drainée par le Tarn, le ruisseau de Rassalens, le ruisseau de Sarlan, le ruisseau de Payssières, le ruisseau Riols et par un petit cours d'eau, qui constituent un réseau hydrographique de 9 km de longueur totale,.
Le Tarn, d'une longueur totale de 380 km, prend sa source sur le mont Lozère, dans le nord de la commune du Pont de Montvert - Sud Mont Lozère en Lozère, et se jette dans la Garonne à Saint-Nicolas-de-la-Grave, en Tarn-et-Garonne.

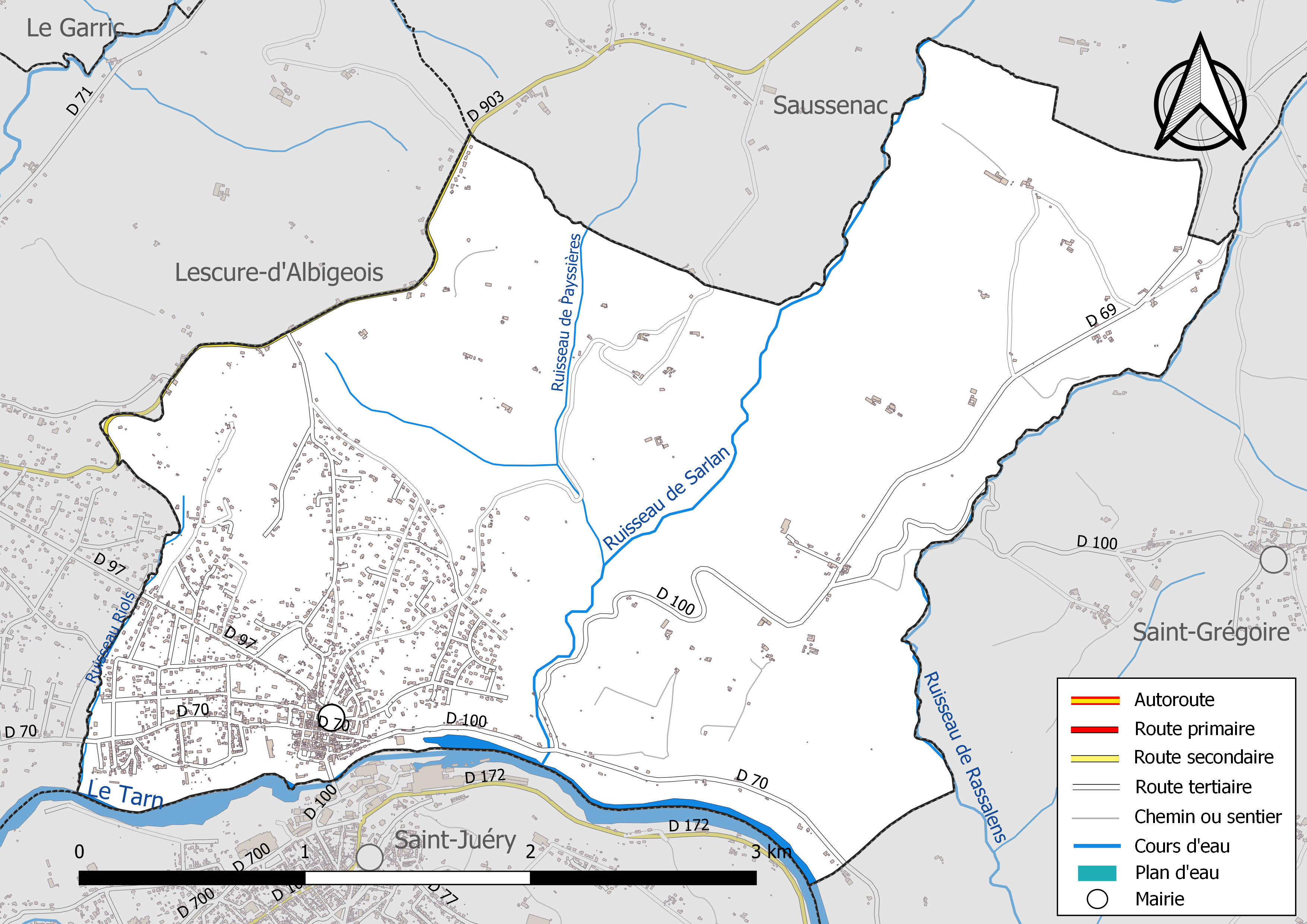
Réseaux hydrographique et routier d'Arthès.

### Climat
Pour des articles plus généraux, voir Climat de l'Occitanie et Climat du Tarn.
En 2010, le climat de la commune est de type climat du Bassin du Sud-Ouest, selon une étude du Centre national de la recherche scientifique s'appuyant sur une série de données couvrant la période 1971-2000. En 2020, Météo-France publie une typologie des climats de la France métropolitaine dans laquelle la commune est exposée à un climat océanique altéré et est dans une zone de transition entre les régions climatiques « Aquitaine, Gascogne » et « Sud-est du Massif Central ».
Pour la période 1971-2000, la température annuelle moyenne est de 13,1 °C, avec une amplitude thermique annuelle de 16,2 °C. Le cumul annuel moyen de précipitations est de 813 mm, avec 11 jours de précipitations en janvier et 5,5 jours en juillet. Pour la période 1991-2020, la température moyenne annuelle observée sur la station météorologique de Météo-France la plus proche, « Albi », sur la commune du Sequestre à 10 km à vol d'oiseau, est de 13,8 °C et le cumul annuel moyen de précipitations est de 733,9 mm. 
La température maximale relevée sur cette station est de 42,3 °C, atteinte le 23 août 2023 ; la température minimale est de −20,4 °C, atteinte le 16 janvier 1985,,.
Les paramètres climatiques de la commune ont été estimés pour le milieu du siècle (2041-2070) selon différents scénarios d'émission de gaz à effet de serre à partir des nouvelles projections climatiques de référence DRIAS-2020. Ils sont consultables sur un site dédié publié par Météo-France en novembre 2022.

### Milieux naturels et biodiversité
L’inventaire des zones naturelles d'intérêt écologique, faunistique et floristique (ZNIEFF) a pour objectif de réaliser une couverture des zones les plus intéressantes sur le plan écologique, essentiellement dans la perspective d’améliorer la connaissance du patrimoine naturel national et de fournir aux différents décideurs un outil d’aide à la prise en compte de l’environnement dans l’aménagement du territoire.
Une ZNIEFF de type 1 est recensée sur la commune :
la « rivière Tarn (partie Aveyron) » (2 381 ha), couvrant 41 communes dont 25 dans l'Aveyron et 16 dans le Tarn et deux ZNIEFF de type 2, : 
- la « basse vallée du Tarn » (3 623 ha), couvrant 49 communes dont huit dans la Haute-Garonne, 20 dans le Tarn et 21 dans le Tarn-et-Garonne[15] ;
- la « vallée du Tarn, amont » (36 322 ha), couvrant 57 communes dont 31 dans l'Aveyron, une dans la Lozère et 25 dans le Tarn[16].

Carte des ZNIEFF de type 1 et 2 à Arthès.
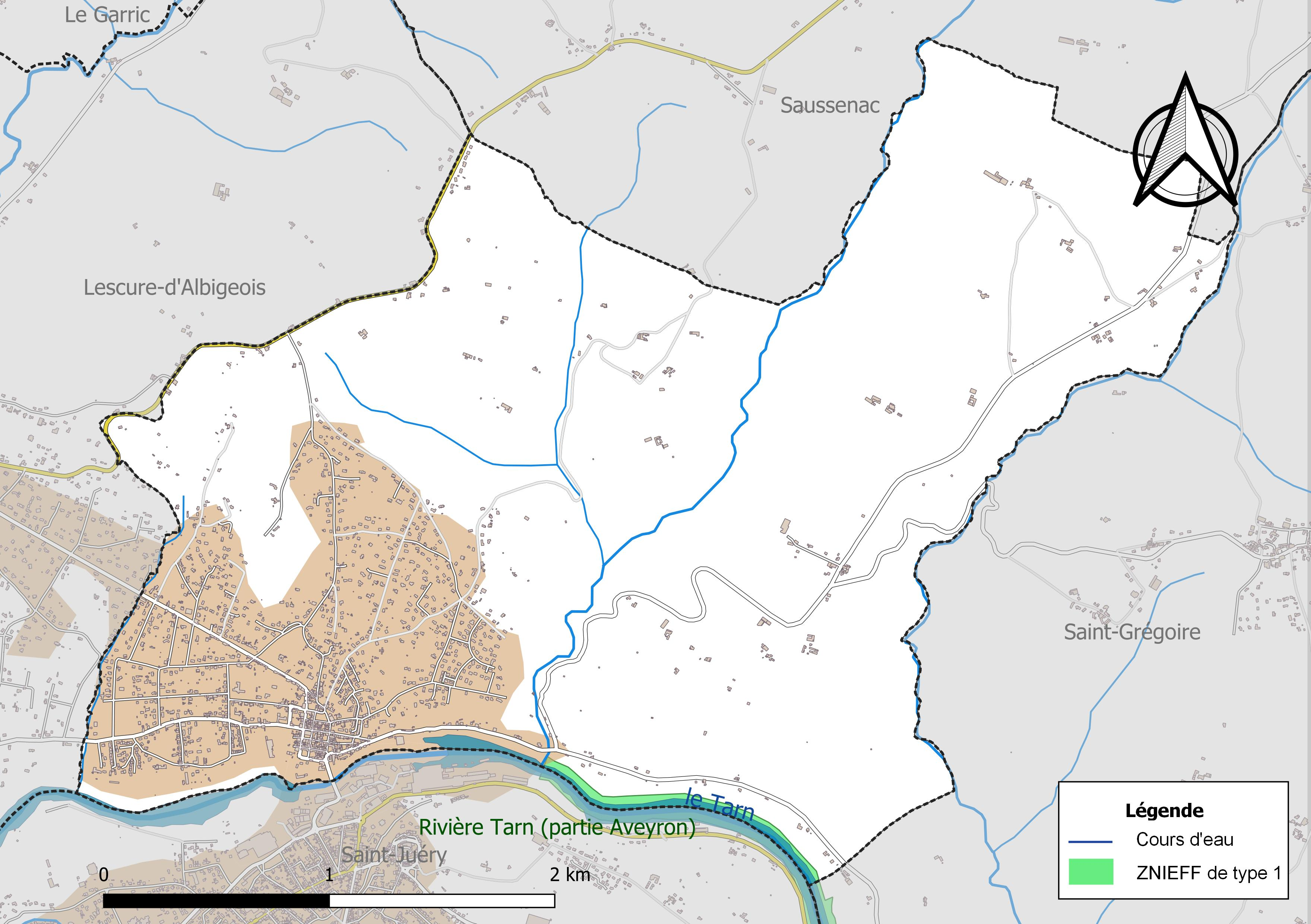
Carte de la ZNIEFF de type 1 sur la commune.
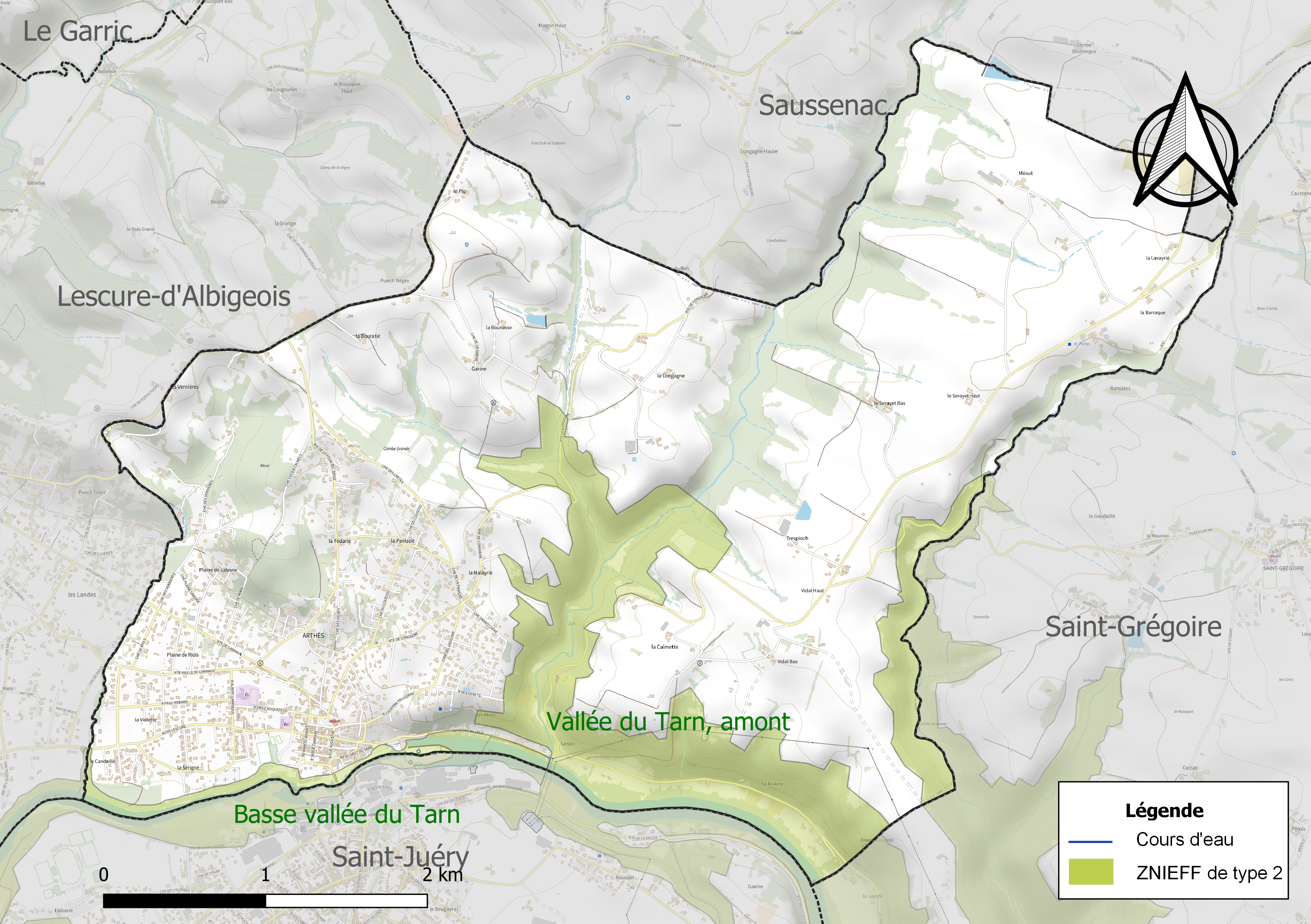
Carte des ZNIEFF de type 2 sur la commune.

## Urbanisme

### Typologie
Au 1er janvier 2024, Arthès est catégorisée ceinture urbaine, selon la nouvelle grille communale de densité à sept niveaux définie par l'Insee en 2022.
Elle appartient à l'unité urbaine d'Albi, une agglomération intra-départementale regroupant neuf  communes, dont elle est une commune de la banlieue,,. Par ailleurs la commune fait partie de l'aire d'attraction d'Albi, dont elle est une commune de la couronne,. Cette aire, qui regroupe 91 communes, est catégorisée dans les aires de 50 000 à moins de 200 000 habitants,.

### Occupation des sols
L'occupation des sols de la commune, telle qu'elle ressort de la base de données européenne d’occupation biophysique des sols Corine Land Cover (CLC), est marquée par l'importance des territoires agricoles (59,7 % en 2018), en diminution par rapport à 1990 (64,5 %). La répartition détaillée en 2018 est la suivante : 
zones agricoles hétérogènes (23,9 %), prairies (23,7 %), forêts (20 %), zones urbanisées (19,6 %), terres arables (12 %), eaux continentales (0,7 %). L'évolution de l’occupation des sols de la commune et de ses infrastructures peut être observée sur les différentes représentations cartographiques du territoire : la carte de Cassini (XVIIIe siècle), la carte d'état-major (1820-1866) et les cartes ou photos aériennes de l'IGN pour la période actuelle (1950 à aujourd'hui).

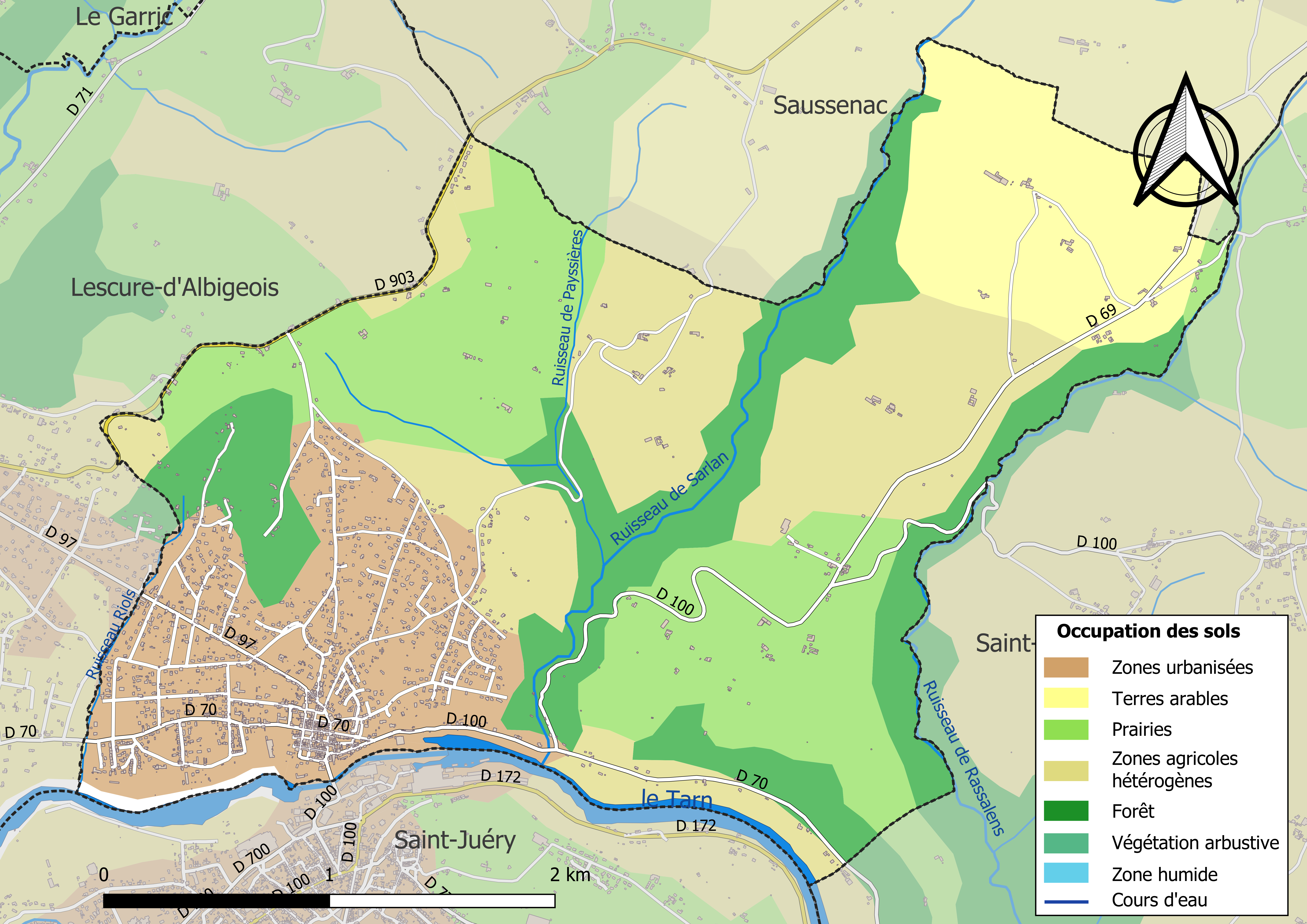
Carte des infrastructures et de l'occupation des sols de la commune en 2018 (CLC).

### Risques majeurs
Le territoire de la commune d'Arthès est vulnérable à différents aléas naturels : météorologiques (tempête, orage, neige, grand froid, canicule ou sécheresse), inondations, feux de forêts, mouvements de terrains et séisme (sismicité très faible). Il est également exposé à un risque technologique,  le transport de matières dangereuses. Un site publié par le BRGM permet d'évaluer simplement et rapidement les risques d'un bien localisé soit par son adresse soit par le numéro de sa parcelle.

#### Risques naturels
Certaines parties du territoire communal sont susceptibles d’être affectées par le risque d’inondation par débordement de cours d'eau, notamment le Tarn. La cartographie des zones inondables en ex-Midi-Pyrénées réalisée dans le cadre du XIe Contrat de plan État-région, visant à informer les citoyens et les décideurs sur le risque d’inondation, est accessible sur le site de la DREAL Occitanie. La commune a été reconnue en état de catastrophe naturelle au titre des dommages causés par les inondations et coulées de boue survenues en 1982, 1994 et 2000,.
Arthès est exposée au risque de feu de forêt du fait de la présence sur son territoire. En 2022, il n'existe pas de Plan de Prévention des Risques incendie de forêt (PPRif). Le débroussaillement aux abords des maisons constitue l’une des meilleures protections pour les particuliers contre le feu,.

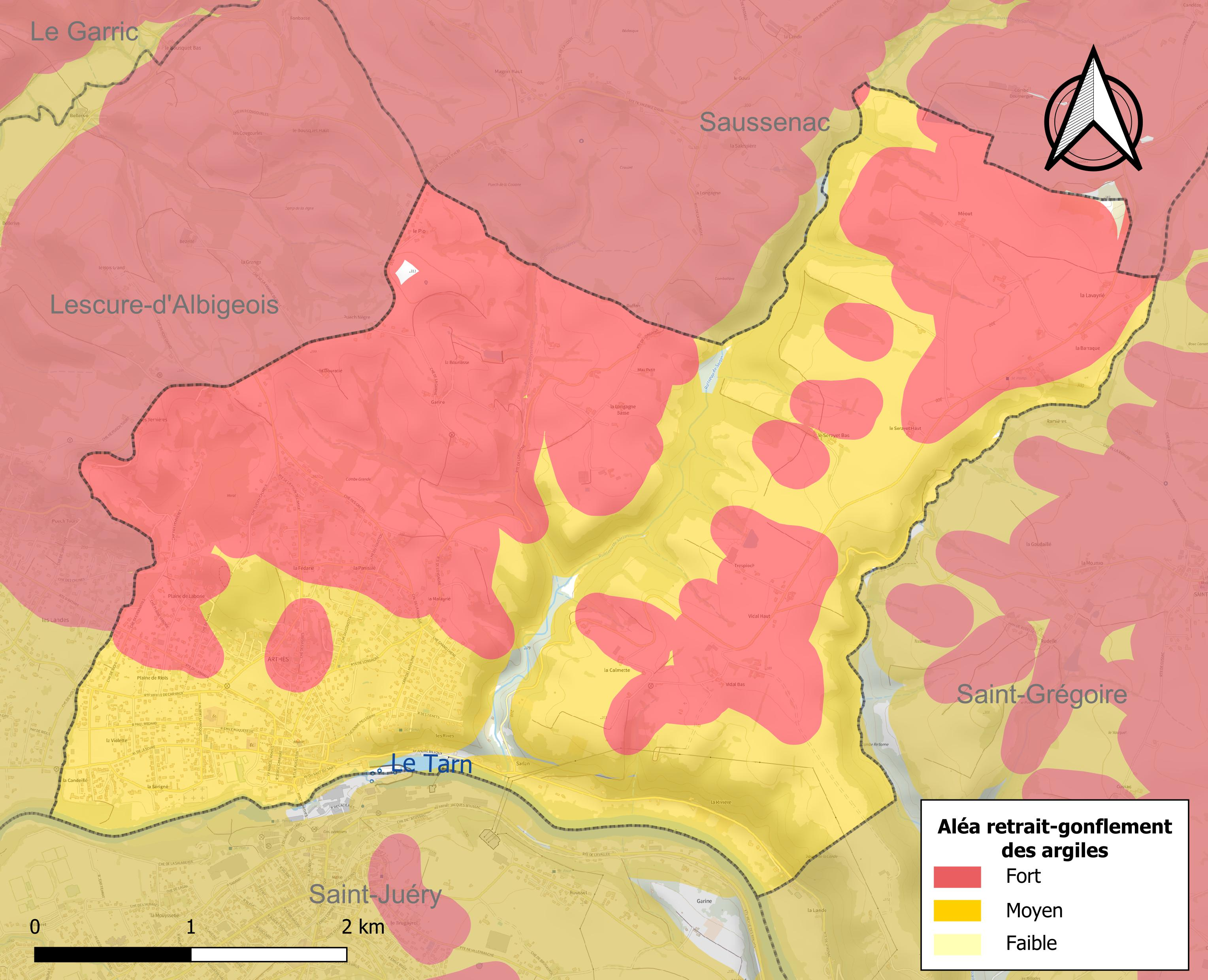
Carte des zones d'aléa retrait-gonflement des sols argileux d'Arthès.

La commune est vulnérable au risque de mouvements de terrains constitué principalement du retrait-gonflement des sols argileux. Cet aléa est susceptible d'engendrer des dommages importants aux bâtiments en cas d’alternance de périodes de sécheresse et de pluie. 98,5 % de la superficie communale est en aléa moyen ou fort (76,3 % au niveau départemental et 48,5 % au niveau national). Sur les 1 073 bâtiments dénombrés sur la commune en 2019, 1 072 sont en aléa moyen ou fort, soit 100 %, à comparer aux 90 % au niveau départemental et 54 % au niveau national. Une cartographie de l'exposition du territoire national au retrait gonflement des sols argileux est disponible sur le site du BRGM,.
Par ailleurs, afin de mieux appréhender le risque d’affaissement de terrain, l'inventaire national des cavités souterraines permet de localiser celles situées sur la commune.

#### Risques technologiques
Le risque de transport de matières dangereuses sur la commune est lié à sa traversée par des infrastructures routières ou ferroviaires importantes ou la présence d'une canalisation de transport d'hydrocarbures. Un accident se produisant sur de telles infrastructures est susceptible d’avoir des effets graves sur les biens, les personnes ou l'environnement, selon la nature du matériau transporté. Des dispositions d’urbanisme peuvent être préconisées en conséquence.

## Histoire
Arthès est une bastide de l'Albigeois fondée au XIVe siècle par Robert d'Artois, comte de Beaumont, sur la rive droite du Tarn, au pied d'un cirque de coteaux formés par les derniers contreforts des Cévennes.
La découverte d'une monnaie romaine du temps de l'empereur Auguste en 1924 permet de supposer que ce site fut à l'époque un oppidum, construit, entre le double escarpement des deux ruisseaux qui l'encadrent avant de se jeter dans le Tarn, par les armées romaines venues occuper la Gaule après sa conquête par Jules César.
La fondation de la bastide, au début du XIVe siècle, ne fut pas chose aisée, car elle souleva une vive opposition de la part de Sicard II de Lescure, seigneur de Lescure et de son suzerain, le pape Jean XXII. Le 2 octobre 1318, ils adressèrent de vigoureuses protestations au sénéchal de Toulouse, Béraud de Solomiac, en raison des intentions du comte de Beaumont, de fonder une bastide en ce lieu.
L'affaire va durer dix ans. Robert d'Artois parviendra malgré tout à ses fins, en fondant, en 1328, cette bastide — qui pouvait paraître comme un empiètement et un morcellement de ce fief du Saint-Siège — après la ratification du projet, en mars 1328, par le roi de France Philippe VI de Valois.
La charte de fondation a été conservée — elle se trouve actuellement à la préfecture du Tarn — et elle fournit de précieux renseignements sur l'organisation de la bastide à ses débuts. Elle stipule que la ville sera gouvernée par six consuls, renouvelés chaque année, qui exercent la justice civile au nom du roi et sont investis du pouvoir d'imposer les tailles et de les faire lever. Elle crée des notaires, des crieurs publics et établit deux foires de trois jours chacune et un marché hebdomadaire. Elle autorise la construction de maisons de cinq brassées de largeur et de dix de longueur sur le territoire de la commune et exempte les habitants des obligations liées au droit d'albergue — obligation pour le vassal de loger le seigneur, transformée en redevance foncière — et du droit de bladade — obligation de payer une mesure de blé pour chaque paire de bœufs utilisée pour le labour — alors en vigueur et très répandus dans la seigneurie d'Albi.
Les années qui suivirent la fondation d'Arthès furent extrêmement difficiles. Outre la lèpre qui décimait la population, la peste fit son apparition vers 1340. Plus d'un tiers des habitants fut emporté par le fléau. Aux épidémies meurtrières vinrent s'ajouter les malheurs de la guerre de Cent Ans. En 1369, les Anglais firent leurs premières incursions dans l'Albigeois, et, après d'autres places, s'emparèrent du château de Lescure, tenant garnison à Arthès.

### Héraldique
| Arthès | Son blasonnement est : De gueules à la barre d'or chargée d'un pont de trois arches de sable crénelé de cinq pièces, accompagnée en chef d'une croisette cléchée, vidée et pommetée de douze pièces d'or, au chef cousu d'azur semé de fleurs de lys d'or. |

## Politique et administration

### Administration municipale
Le nombre d'habitants au recensement de 2011 étant compris entre 1 500 habitants et 2 499 habitants, le nombre de membres du conseil municipal pour l'élection de 2014 est de dix neuf,.

### Rattachements administratifs et électoraux
La commune faisait partie de l'arrondissement d'Albi, de la communauté d'agglomération de l'Albigeois et du canton de Saint-Juéry.

### Liste des maires
| Période                                  | Période      | Identité         | Étiquette | Qualité                                    |
| ---------------------------------------- | ------------ | ---------------- | --------- | ------------------------------------------ |
| mai 1945                                 | octobre 1947 | Edouard Amiel    |           |                                            |
| octobre 1947                             | mars 1971    | Charles Cougnenc |           |                                            |
| mars 1971                                | 1975 (décès) | Marcel Bonafé    |           |                                            |
| 1975                                     | mars 1983    | Pierre Guiraud   |           |                                            |
| mars 1983                                | mars 2001    | Daniel Delfau    | PS        | Permanent syndical                         |
| mars 2001                                | mars 2008    | Max Amiel        | PS        |                                            |
| mars 2008                                | mai 2020     | Pierre Doat      | PS        | Retraité Vice-président du Grand Albigeois |
| mai 2020                                 | En cours     | Jean-Marc Farré  |           | Courtier en assurances                     |
| Les données manquantes sont à compléter. |              |                  |           |                                            |

## Population et société

### Démographie
| 1793 | 1800 | 1806 | 1821 | 1831 | 1836 | 1841 | 1846 | 1851 |
| ---- | ---- | ---- | ---- | ---- | ---- | ---- | ---- | ---- |
| 551  | 571  | 623  | 734  | 782  | 834  | 831  | 867  | 891  |

| 1856 | 1861 | 1866 | 1872 | 1876 | 1881 | 1886 | 1891 | 1896 |
| ---- | ---- | ---- | ---- | ---- | ---- | ---- | ---- | ---- |
| 831  | 846  | 855  | 852  | 854  | 912  | 935  | 933  | 972  |

| 1901  | 1906  | 1911  | 1921  | 1926  | 1931  | 1936  | 1946  | 1954  |
| ----- | ----- | ----- | ----- | ----- | ----- | ----- | ----- | ----- |
| 1 120 | 1 338 | 1 419 | 1 407 | 1 538 | 1 517 | 1 347 | 1 438 | 1 481 |

| 1962  | 1968  | 1975  | 1982  | 1990  | 1999  | 2006  | 2011  | 2016  |
| ----- | ----- | ----- | ----- | ----- | ----- | ----- | ----- | ----- |
| 1 672 | 1 644 | 1 904 | 2 041 | 2 134 | 2 164 | 2 286 | 2 486 | 2 488 |

| 2021  | 2022  | - | - | - | - | - | - | - |
| ----- | ----- | - | - | - | - | - | - | - |
| 2 523 | 2 528 | - | - | - | - | - | - | - |

| selon la population municipale des années : | 1968 | 1975 | 1982 | 1990 | 1999 | 2006 | 2009 | 2013 |
| Rang de la commune dans le département      | 26   | 27   | 29   | 27   | 25   | 25   | 25   | 26   |
| Nombre de communes du département           | 326  | 324  | 324  | 324  | 324  | 323  | 323  | 323  |

### Enseignement
Arthès fait partie de l'académie de Toulouse.
L'éducation est assurée sur la commune par une maternelle, et une primaire.

### Santé
Infirmières, médecin, pharmacie, kinésithérapeutes,

### Culture et festivité
Cinéma, théâtre, vide grenier, bibliothèque,

### Sports
Basketball, pétanque, gymnastique,

## Économie

### Revenus
En 2018, la commune compte 1 101 ménages fiscaux, regroupant 2 493 personnes. La médiane du revenu disponible par unité de consommation est de 21 830 € (20 400 € dans le département). 52 % des ménages fiscaux sont imposés (42,8 % dans le département).

### Emploi
|                | 2008  | 2013  | 2018  |
| -------------- | ----- | ----- | ----- |
| Commune        | 5,4 % | 7,7 % | 8,7 % |
| Département    | 8,2 % | 9,9 % | 10 %  |
| France entière | 8,3 % | 10 %  | 10 %  |

En 2018, la population âgée de 15 à 64 ans s'élève à 1 560 personnes, parmi lesquelles on compte 76,8 % d'actifs (68,1 % ayant un emploi et 8,7 % de chômeurs) et 23,2 % d'inactifs,. Depuis 2008, le taux de chômage communal (au sens du recensement) des 15-64 ans est inférieur à celui de la France et du département.
La commune fait partie de la couronne de l'aire d'attraction d'Albi, du fait qu'au moins 15 % des actifs travaillent dans le pôle,. Elle compte 260 emplois en 2018, contre 283 en 2013 et 252 en 2008. Le nombre d'actifs ayant un emploi résidant dans la commune est de 1 073, soit un indicateur de concentration d'emploi de 24,2 % et un taux d'activité parmi les 15 ans ou plus de 57,2 %.
Sur ces 1 073 actifs de 15 ans ou plus ayant un emploi, 146 travaillent dans la commune, soit 14 % des habitants. Pour se rendre au travail, 90,9 % des habitants utilisent un véhicule personnel ou de fonction à quatre roues, 1,9 % les transports en commun, 4,4 % s'y rendent en deux-roues, à vélo ou à pied et 2,9 % n'ont pas besoin de transport (travail au domicile).

### Activités hors agriculture

#### Secteurs d'activités
130 établissements sont implantés  à Arthès au 31 décembre 2019. Le tableau ci-dessous en détaille le nombre par secteur d'activité et compare les ratios avec ceux du département,.
| Secteur d'activité                                                                                        | Commune | Commune | Département |
| Secteur d'activité                                                                                        | Nombre  | %       | %           |
| --- | ------- | ------- | ----------- |
| Ensemble                                                                                                  | 130     | 100 %   | (100 %)     |
| Industrie manufacturière, industries extractives et autres                                                | 7       | 5,4 %   | (13 %)      |
| Construction                                                                                              | 28      | 21,5 %  | (12,5 %)    |
| Commerce de gros et de détail, transports, hébergement et restauration                                    | 21      | 16,2 %  | (26,7 %)    |
| Information et communication                                                                              | 4       | 3,1 %   | (2,1 %)     |
| Activités financières et d'assurance                                                                      | 6       | 4,6 %   | (3,3 %)     |
| Activités immobilières                                                                                    | 4       | 3,1 %   | (4,2 %)     |
| Activités spécialisées, scientifiques et techniques et activités de services administratifs et de soutien | 21      | 16,2 %  | (13,8 %)    |
| Administration publique, enseignement, santé humaine et action sociale                                    | 23      | 17,7 %  | (15,5 %)    |
| Autres activités de services                                                                              | 16      | 12,3 %  | (9 %)       |

Le secteur de la construction est prépondérant sur la commune puisqu'il représente 21,5 % du nombre total d'établissements de la commune (28 sur les 130 entreprises implantées  à Arthès), contre 12,5 % au niveau départemental.

#### Entreprises et commerces
Les cinq entreprises ayant leur siège social sur le territoire communal qui génèrent le plus de chiffre d'affaires en 2020 sont : 
- Le Saut Du Sabo, boulangerie et boulangerie-pâtisserie (330 k€)
- Automobile Arthesienne, commerce de voitures et de véhicules automobiles légers (202 k€)
- Ebenisterie-Menuiserie Schindler, travaux de menuiserie bois et PVC (70 k€)
- Garage Siberie Auto 81, commerce de voitures et de véhicules automobiles légers (18 k€)
- CCTAN Holding, activités des sociétés holding (4 k€)

### Agriculture
|               | 1988 | 2000 | 2010 | 2020 |
| ------------- | ---- | ---- | ---- | ---- |
| Exploitations | 55   | 25   | 12   | 8    |
| SAU (ha)      | 626  | 465  | 334  | 242  |

La commune est dans la « plaine de l'Albigeois et du Castrais », une petite région agricole occupant le centre du département du Tarn. En 2020, l'orientation technico-économique de l'agriculture  sur la commune est l'élevage de bovins, pour la viande. Huit exploitations agricoles ayant leur siège dans la commune sont dénombrées lors du recensement agricole de 2020 (55 en 1988). La superficie agricole utilisée est de 242 ha,,.

## Culture locale et patrimoine

### Lieux et monuments
- Musée du Saut du Tarn[51].
- Église Saint-Pierre d'Arthès.

### Personnalités liées à la commune
- Charles Durand : arbitre international de rugby à XV.
- Rudolf Friemel